# Drakeov prolaz
Drakeov prolaz ili Mar de Hoces (dosl. 'Hocesovo more') vodeno je područje između južnog vrha Južne Amerike, rta Horn, Čilea i otočne skupine Južnog Shetlanda na Antartici. 
Drakeov prolaz spoja jugozapadni dio Atlantskog oceana i mora Scotia, s jugoistočnim dijelom Tihog oceana, te se prema jugu proteže u Južni ocean. 
Prolaz je nazvan prema engleskom gusaru Sir Francis Drakeu, kojeg je nakon prolaza kroz Mageljanov prolaz u rujnu 1578. g. nevrijeme otpuhalo daleko na jug i koji je prvi pretpostavio veliko područje otvorenog mora koje povezuje Pacifik
i Atlantik. 
Pola stoljeća ranije, 1525. g. španjolski moreplovac Francisco de Hoces je, prolazeći kroz Mageljanov tjesnac, pronašao ovaj prolaz, te je u španjolskom govornom području prolaz nazivan i Mar de Hoces, što bi se moglo prevesti kao Hocesovo more. 
Willem Schouten je prvi plovio Drakeovim prolazom 1616. g. brodom Eendracht, te je na tom putovanju krajnjem rtu Južne Amerike nadjenuo ime rt Hornu.